# Островная улица (Москва)
Островна́я у́лица (до 16 апреля 2002 года — проекти́руемый прое́зд № 5349) — улица в Западном административном округе города Москвы на территории района Крылатское.

## История
Улица получила современное название 16 апреля 2002 года по расположению как бы на острове в окружении Москвы-реки, гребного канала «Крылатское» и Крылатского пруда. До переименования называлась проекти́руемый прое́зд № 5349.

### Развитие
Ожидается строительство 500-метрового велопешеходного моста, который соединит улицу с Мнёвниковской поймой.

## Расположение
Островная улица проходит на северо-восток от Крылатского моста, соединяющего Крылатскую улицу на западе и улицу Нижние Мнёвники на востоке (в будущем участок Крылатской улицы от Рублёвского шоссе до Крылатского моста и улица Нижние Мневники войдут в состав Северо-Западной хорды, а в дополнение к существующему Крылатскому мосту будет построен новый мост), по берегу Карамышевской излучины Москвы-реки, поворачивает на север, с северо-востока к улице примыкает Островной проезд, улица поворачивает на северо-запад до гребного канала «Крылатское» и проходит далее на северо-восток вдоль него. Нумерация домов начинается от Крылатской улицы.

## Примечательные здания и сооружения
По нечётной стороне:
- д. 7 — Дворец Спорта «Динамо» в Крылатском.

По чётной стороне:
- д. 2 — бизнес-центр «Островная, 2».
- д.4 — Страховое акционерное общество «ВСК»

## Транспорт

### Автобус
- 832: от метро «Крылатское» до Островного проезда и обратно.

### Метро
- Станция метро «Крылатское» Арбатско-Покровской линии — северо-западнее улицы, на Осеннем бульваре.
- Станция метро «Молодёжная» Арбатско-Покровской линии — юго-западнее улицы, на пересечении Ярцевской и Ельнинской улиц.
- Станция метро «Терехово» Большой кольцевой линии — юго-восточнее улицы, на Проектируемом проезде № 1078.